# Yosef Yozel Horwitz
Pour les articles homonymes, voir Horwitz.
Yosef Yozel Horowitz ou Yosef Yozel Horwitz ou Yosef Yoizel Hurwitz, connu comme le Alter (Le Vieux) de Novardok (né en 1847 à Plungė (Plunge) en Lituanie et mort le 9 décembre 1919) est un disciple du rabbin Israël de Salant, un des fondateurs du Mouvement du Moussar. Il est également le disciple du rabbin  Yitzchak Blazer et du rabbin Simcha Zissel Ziv ainsi que du rabbin Haïm Soloveitchik. Il fonde en 1896 la Yechiva de Novardok à Navahrudak en Lituanie, aujourd'hui en Biélorussie, puis à Daugavpils (Dvinsk), Minsk, en Biélorussie, Varsovie, en Pologne, Berdytchiv (Berdichev) en Ukraine, Lida en Biélorussie et Zetl.

## Biographie
Yosef Yozel Horwitz est né en 1847 à Plungė (Plunge) en Lituanie. Il est le fils de Shlomo Zalman Horowitz. Le rabbin Shlomo Zalman Horowitz (Ziv) est mort en 1881. Yosef Yozel Horwitz a une sœur: Miriam Yenta Tarshish.
Yosef Yozel Horwitz épouse d'abord Gittel Horowitz (née Stein) puis Chaya Horowitz. 
Avec Gittel Horowitz, il a 4 enfants, dont Dvorah Silver, Ettel Shmuelevitz (épouse du rabbin Refoel Alter Shmuelevitz, et la mère du rabbin Chaim Leib Shmuelevitz) et Chaim Horowitz.
Avec Chaya Horowitz (morte à Bialystok en Pologne) , il a un fils Yitzchok Horowitz et 2 filles:  Sora Yaffen et Feiga Malka Lubchansky.

### Études
Yosef Yozel Horwitz étudie avec son père le rabbin rabbin Shlomo Zalman Ziv (qui prend plus tard le nom de Horwitz), qui est le rabbin de Plungė (Plunge) en Lituanie et qui devient ensuite le rabbin de Kurtuvian.
Il entre à la Yechiva de Kelm (Talmud Torah de Kelmė) et donne un premier cours à la Synagogue de Kurtuvian à l'âge de 16 ans.
Il se marie à 18 ans avec la fille aînée du rabbin Yaakov Stein, qui  un commerce de textile à Švėkšna (Shvekesna), en Lituanie. Son futur beau-père meurt avant le mariage. Yosef Yozel Horwitz prend en charge l'affaire de son beau-père et de faire vivre sa belle-mère et ses 8 enfants.

### Israël de Salant
Yosef Yozel Horwitz voyage fréquemment, pour affaires, à Memel. Il y fait la rencontre de Israël de Salant, le rabbin de Memel. Il suit ses cours et décide qu'il doit changer sa vie, liquider son affaire et étudier la Torah à plein-temps à Kovno (Kaunas). Son père et Israël de Salant lui déconseillent ce changement drastique, car il a des responsabilités familiales. Il réplique que son épouse le soutient toujours dans ses actions.